# Margot at the Wedding
Margot at the Wedding är amerikansk komedifilm från 2007, med manus och regi av Noah Baumbach. Nicole Kidman spelar den neurotiska Margot, som besöker sin syster (spelad av Jennifer Jason Leigh) och hennes fästman (spelad av Jack Black).

## Rollista
| Nicole Kidman        | – Margot        |
| Jennifer Jason Leigh | – Pauline       |
| Jack Black           | – Malcolm       |
| John Turturro        | – Jim           |
| Ciarán Hinds         | – Dick Koosman  |
| Halley Feiffer       | – Maisy Koosman |